# アンダーソン・エスピノーザ
- アンデルソン・エスピノサ

アンダーソン・ホセ・エスピノーザ・ドミンゲス（Anderson José Espinoza Dominguez、1998年3月9日 - ）は、ベネズエラ・カラカス出身のプロ野球選手（投手）。右投右打。オリックス・バファローズ所属。

## 経歴

### プロ入りとレッドソックス傘下時代
2014年8月15日にアマチュア・フリーエージェントでボストン・レッドソックスと契約し、プロ入り。
2015年に傘下のルーキー級ドミニカン・サマーリーグ・レッドソックスでプロデビュー。ルーキー級ガルフ・コーストリーグ・レッドソックス、A級グリーンビル・ドライブでもプレーし、3球団合計で15試合に先発登板して0勝2敗、防御率1.23、65奪三振を記録した。
2016年は開幕からA級グリーンビルでプレーし、17試合に先発登板して5勝8敗、防御率4.38、72奪三振を記録した。

### パドレス傘下時代
2016年7月14日にドリュー・ポメランツとのトレードで、サンディエゴ・パドレスへ移籍した。移籍後は傘下のA級フォートウェイン・ティンキャップスでプレーし、8試合（先発7試合）に登板して1勝3敗、防御率4.73、28奪三振を記録した。また、移籍前を含めた2球団合計では25試合（先発24試合）に登板して6勝11敗、防御率4.49、100奪三振を記録した。
2017年にMLB.comが発表したプロスペクトランキングでは19位、パドレスの組織内では1位にランクインした。この年は7月にトミー・ジョン手術を受け、全休した。
2018年もシーズンを全休した。オフの11月20日にルール・ファイブ・ドラフトでの流出を防ぐために40人枠入りした。
2019年も全休した。
2020年はCOVID-19の影響でシーズン中止となったため、公式戦での登板は無かった。
2021年は一度AA級サンアントニオ・ミッションズに配属されたが、A級ティンキャップスの開幕ロースター入りした。5月3日のウェストミシガン・ホワイトキャップス戦で1709日ぶりに復帰した。

### カブス時代

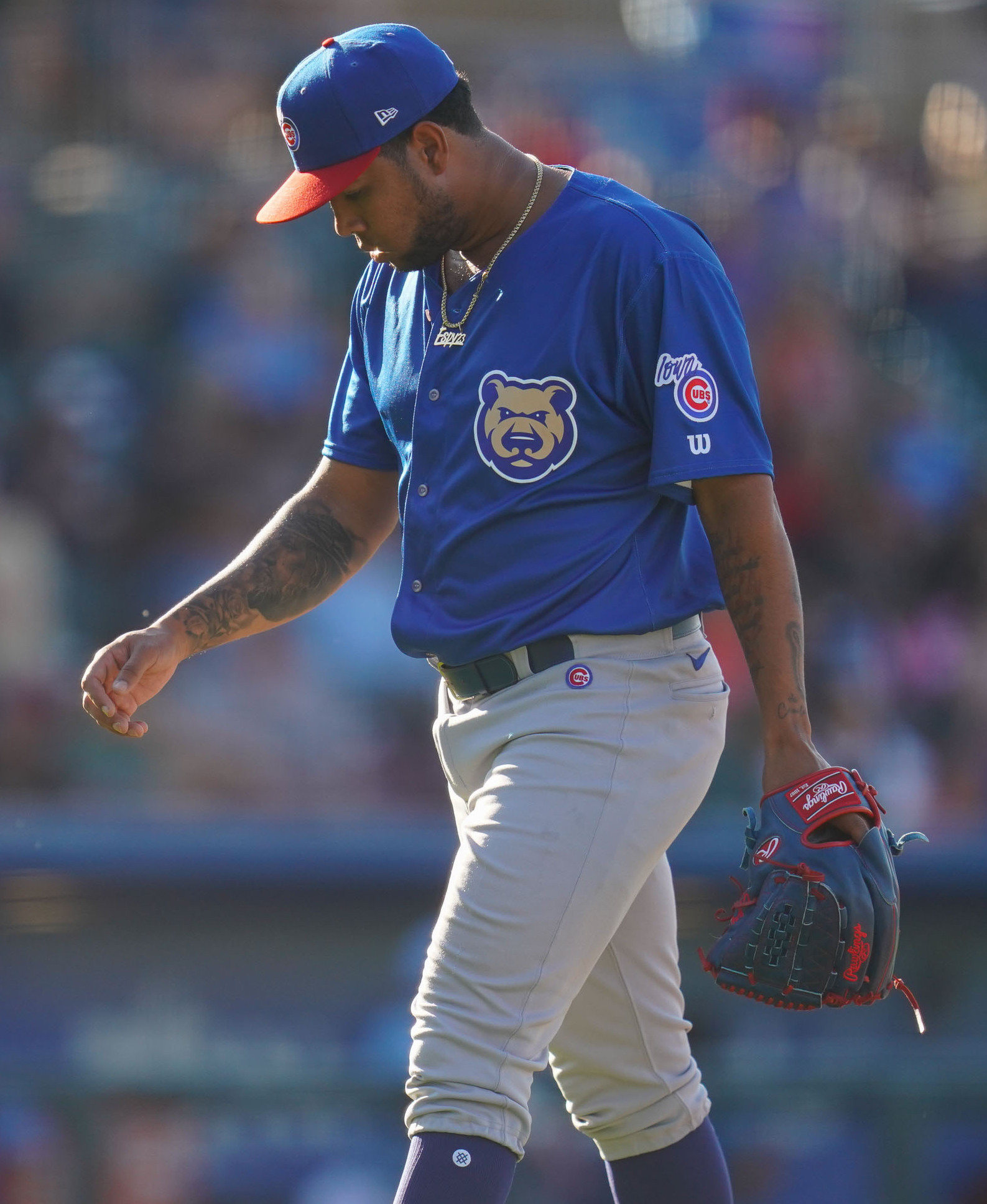

2021年7月30日にジェイク・マリスニックとのトレードで、シカゴ・カブスへ移籍した。この年こそメジャー昇格とはならなかったが、翌2022年8月17日にメジャー初昇格を果たした。昇格後は7試合に登板し、0勝2敗、防御率5.40、WHIP1.64の成績を残した。オフの11月10日にFAとなった。なお、この年のオフには彼の母国であるベネズエラのウィンターリーグ（リーガ・ベネソラーナ・デ・ベイスボル・プロフェシオナル）に参加し、レオネス・デル・カラカスに所属した。

### パドレス傘下復帰
2022年12月15日にパドレスとマイナー契約を結ぶと、21日にAAA級エルパソ・チワワズに配属された。しかし、2023年は1試合もメジャーでの登板がないまま、オフの11月6日にFAとなった。また、この年もベネズエラのウィンターリーグに参加している（当初はカルデナレス・デ・ララに所属していたが、12月18日にエストレージャス・デ・オシデンテに移籍している）。

### オリックス時代
2024年1月16日、オリックス・バファローズと契約したことが球団から発表された。背番号は00。推定年俸は4500万円。
3月30日、開幕第2戦となった福岡ソフトバンクホークス（京セラドーム大阪）で来日初先発し、6回2安打無失点で来日初勝利を挙げた。

## 投球スタイル
最速157kmのストレート、カーブ、チェンジアップと、ポテンシャルの高い球種が3つあり、投球センスも年齢以上と評されている。

## 詳細情報

### 年度別投手成績
| 年 度    | 球 団      | 登 板 | 先 発 | 完 投 | 完 封 | 無 四 球 | 勝 利 | 敗 戦 | セ 丨 ブ | ホ 丨 ル ド | 勝 率 | 打 者 | 投 球 回 | 被 安 打 | 被 本 塁 打 | 与 四 球 | 敬 遠 | 与 死 球 | 奪 三 振 | 暴 投 | ボ 丨 ク | 失 点 | 自 責 点 | 防 御 率 | W H I P |
| -------- | ---------- | ----- | ----- | ----- | ----- | -------- | ----- | ----- | -------- | ----------- | ----- | ----- | -------- | -------- | ----------- | -------- | ----- | -------- | -------- | ----- | -------- | ----- | -------- | -------- | ------- |
| 2022     | CHC        | 7     | 0     | 0     | 0     | 0        | 0     | 2     | 0        | 0           | .000  | 85    | 18.1     | 14       | 4           | 16       | 0     | 4        | 19       | 1     | 1        | 11    | 11       | 5.40     | 1.64    |
| 2024     | オリックス | 22    | 22    | 1     | 0     | 0        | 7     | 9     | 0        | 0           | .438  | 550   | 133.2    | 122      | 2           | 48       | 0     | 6        | 113      | 1     | 0        | 43    | 39       | 2.63     | 1.27    |
| MLB：1年 | MLB：1年   | 7     | 0     | 0     | 0     | 0        | 0     | 2     | 0        | 0           | .000  | 85    | 18.1     | 14       | 4           | 16       | 0     | 4        | 19       | 1     | 1        | 11    | 11       | 5.40     | 1.64    |
| NPB：1年 | NPB：1年   | 22    | 22    | 1     | 0     | 0        | 7     | 9     | 0        | 0           | .438  | 550   | 133.2    | 122      | 2           | 48       | 0     | 6        | 113      | 1     | 0        | 43    | 39       | 2.63     | 1.27    |

- 2024年度シーズン終了時

### 年度別守備成績
| 年 度 | 球 団      | 投手（P） | 投手（P） | 投手（P） | 投手（P） | 投手（P） | 投手（P） |
| 年 度 | 球 団      | 試 合     | 刺 殺     | 補 殺     | 失 策     | 併 殺     | 守 備 率  |
| ----- | ---------- | --------- | --------- | --------- | --------- | --------- | --------- |
| 2022  | CHC        | 7         | 0         | 0         | 0         | 0         | ----      |
| 2024  | オリックス | 22        | 11        | 19        | 1         | 2         | .968      |
| MLB   | MLB        | 7         | 0         | 0         | 0         | 0         | ----      |
| NPB   | NPB        | 22        | 11        | 19        | 1         | 2         | .968      |

- 2024年度シーズン終了時

### 記録

#### NPB
初記録
投手記録
- 初登板・初先発登板・初勝利・初先発勝利：2024年3月30日、対福岡ソフトバンクホークス2回戦（京セラドーム大阪）、6回無失点[11]
- 初奪三振：同上、2回表に近藤健介から空振り三振
- 初完投：2025年5月16日、対埼玉西武ライオンズ8回戦（ベルーナドーム）、8回3失点で敗戦投手

打撃記録
- 初打席：2024年5月28日、対広島東洋カープ1回戦（MAZDA Zoom-Zoom スタジアム広島）、2回表に床田寛樹から空振り三振

その他の記録
- オールスターゲーム出場：1回（2024年）

### 背番号
- 51（2022年）
- 00（2024年 - ）